# Carl Friederichs (Politiker, 1830)

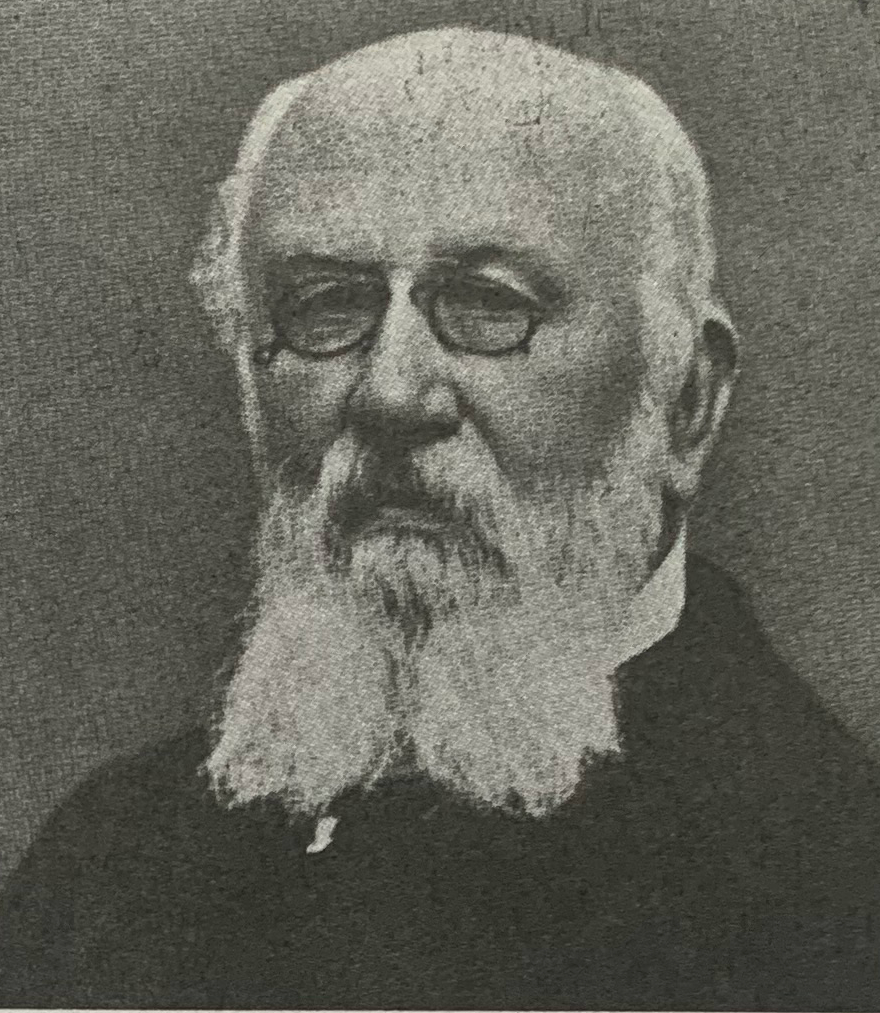
Carl Friederichs

Johann Carl Friederichs (* 10. August 1830 in Dickhausen, Kreis Waldbröl; † 22. April 1906 in Remscheid) war ein deutscher Kaufmann, Stadtverordneter in Alt-Remscheid, Mitglied des Provinziallandtages der Rheinprovinz und des Preußischen Abgeordnetenhauses. Die Stadt (Alt-)Remscheid ernannte ihn im Jahr 1900 zum Ehrenbürger.

## Leben
Carl Friederichs war achtes und letztes Kind des Landwirts Johann Dietrich Friederichs (* 5. April 1779 in Hermesdorf bei Waldbröl; † 27. Februar 1867 in Dickhausen) und dessen Ehefrau Anna Katharina Elisabeth, geborene Schneider (* 3. Januar 1787 in Bladersbach bei Waldbröl; † 15. Juni 1846 in Dickhausen). Er besuchte die Schule in Wilkenroth und Denklingen und danach die Realschule in Remscheid. Er war ein Großkaufmann, viele Jahre davon in Spanien und in Havanna auf Kuba, und wurde 1859 Mitinhaber der Firma Luckhaus & Günther, einer Eisen- und Stahlwarenfabrik in Remscheid, die Klingen für den Weltmarkt herstellte und sie insbesondere nach Lateinamerika exportierte. Am 30. Mai 1859 vermählte er sich in Remscheid mit Johanna Günther (* 13. August 1840 in Remscheid; † 22. Februar 1877 ebenda), der Tochter seines Teilhabers. Das Paar bekam zwei Töchter.
Ab den 1870er Jahren beschritt er als Stadtverordneter (ab 1876) sowie als Mitglied des rheinischen Provinziallandtages (ab 1877) und des preußischen Abgeordnetenhauses (ab 1888) eine politische Karriere. Er war Mitglied der Nationalliberalen Partei. Besonders setzte er sich für Errichtung der 1882 in Remscheid gegründeten Fachschule für die Stahl- und Eisenindustrie sowie für das Zustandekommen der Bahnstrecke Solingen–Remscheid, der Bahnstrecke Remscheid-Lennep–Remscheid-Hasten und den Bau der Müngstener Brücke ein.
Friederichs war Mitglied der Handelskammer Lennep, Vorsitzender des Zweigvereins Remscheid des Roten Kreuzes und Begründer der Remscheider Ortsgruppe des Bergischen Vereins für Gemeinwohl. Ferner war er Vorstand des Verschönerungsvereins Remscheid. 1882 gehörte er zu den Gründern des Central-Gewerbe-Vereins für Rheinland, Westfalen und benachbarte Bezirke, 1886 zum Verwaltungsrat der Transatlantischen Güterversicherungs-Gesellschaft. Im Jahr 1887 zählte er zu den Gründern des Bauvereins Remscheid und des Schlossbauvereins Schloss Burg. Auch stiftete er am 24. September 1901 eine öffentliche Lesehalle und Bücherei. Daraus wurde ein Verein für öffentliche Lesehallen und Bibliotheken (Carl-Friederichs-Stiftung), aus der die Stadtbücherei Remscheid hervorging.
1882 erhielt er den Titel Kommerzienrat, 1893 den Roten Adlerorden 3. Klasse mit Schleife, 1897 den Titel Geheimer Kommerzienrat, 1899 den Königlichen Kronen-Orden 2. Klasse. Am 10. August 1900 ernannte ihn Alt-Remscheid für seine Verdienste zum Ehrenbürger.